# آرمن خوستیکیان
آرمن میساکی خوستیکیان (ارمنی: Արմեն Միսակի Խոստիկյան؛  ۲۲ مهٔ ۱۹۲۹ – ۲۲ ژوئیهٔ ۲۰۰۳) یک بازیگر اهل ارمنستان بود. وی بین سال‌های ۱۹۵۵ تا ۱۹۹۸ میلادی فعالیت می‌کرد.

## زندگی‌نامه
وی در ۲۲ مهٔ ۱۹۲۹ در ایروان به دنیا آمد و از آکادمی دولتی هنرهای زیبای ارمنستان فارغ‌التحصیل شد. وی همچنین برندهٔ جوایزی همچون مدال موسس خورناتسی (۲۰۰۰) و هنرمند مردمی ارمنستان شوروی (۱۹۸۴) شده‌است. وی در ۲۲ ژوئیهٔ ۲۰۰۳ در سن ۷۴ سالگی در ایروان درگذشت. 

## گزیده فیلمشناسی
از فیلم‌ها یا برنامه‌های تلویزیونی که وی در آن نقش داشته‌است می‌توان به برای شرف (۱۹۵۶)، قلب مادر (۱۹۵۷)، استاد و خدمتکار (۱۹۶۲)، یک تکه از آسمان (۱۹۸۰)، آخرین یکشنبه (۱۹۸۵)، رفیق پانجونی (۱۹۹۸)، حیاط ما (۱۹۹۶) و حیاط ما ۲ (۱۹۹۸)، اشاره کرد.